# Neffenregen

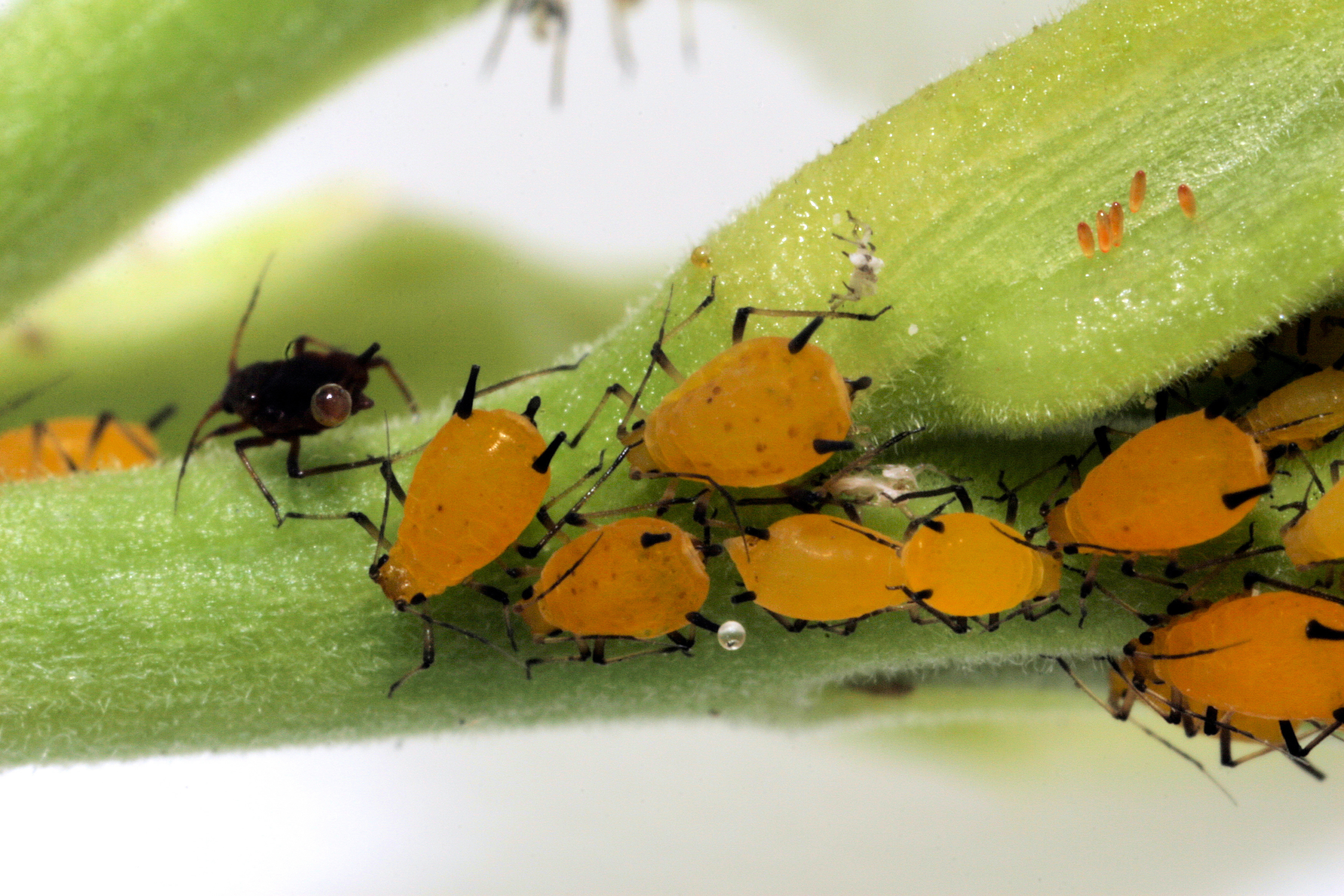
Blattläuse

Als Neffenregen bezeichnete man einen mittelalterlichen Volksglauben, der gehäuftes Auftreten von Blattläusen an Nutzpflanzen durch sommerlichen Regen beschrieb.

## Volksglaube
Als Neffen wurden im Mittelalter in einigen Regionen, zum Beispiel im Meißner Raum oder in Thüringen, die Blattläuse (Aphidoidea) bezeichnet. Nicht gesichert ist dabei die Vermutung, dass sich die Bezeichnung Neffe etymologisch aus der lateinischen Bezeichnung Aphis (für Blattlaus) entwickelt hat.
Die Menschen beobachteten, dass nach Regenfällen, vor allem bei warmen Temperaturen, Nutzpflanzen wie Kohl, Holunder und Hopfen, aber auch andere Pflanzen wie zum Beispiel Rosen gehäuft von Blattläusen befallen wurden. Sie schlossen daraus, dass die Schädlinge mit dem Regen auf die Erde kamen, andere Theorien besagten sogar, dass die Läuse aus den Regentropfen entstanden. Spätestens seit Anfang des 18. Jahrhunderts wurden diese Theorien von Naturwissenschaftlern widerlegt und als Volksglaube betrachtet, das vermehrte Schädlingsaufkommen wurde zum einen auf den Temperaturwechsel durch den Regen, zum anderen auf das Auftreten von Honigtau zurückgeführt. Der Honigtau wurde zur damaligen Zeit noch nicht als reines Ausscheidungsprodukt der Insekten erkannt, vielmehr wurde er als Ursache für das massenhafte Auftreten der Blattläuse angesehen.
Die Bezeichnung Neffenregen hielt sich vereinzelt noch bis ins 19. Jahrhundert hinein. So wird zum Beispiel in den Heidelberger klinischen Annalen im Jahr 1834 von den gesundheitsschädlichen Auswirkungen des sommerlichen Neffenregens auf Menschen und Tiere berichtet.

## Ähnliche Phänomene
Durch verzögerte starke Regenfälle im Frühjahr kann es zu Massenauftreten der Luzerneflöhe, einer Art der Springschwänze, kommen, die manchen Blattläusen ähneln. Auch andere Arten der Springschwänze können sich nach Regenfällen explosionsartig vermehren, da die nötige Feuchtigkeit für die Entwicklung vorhanden ist.